# 伊泰特

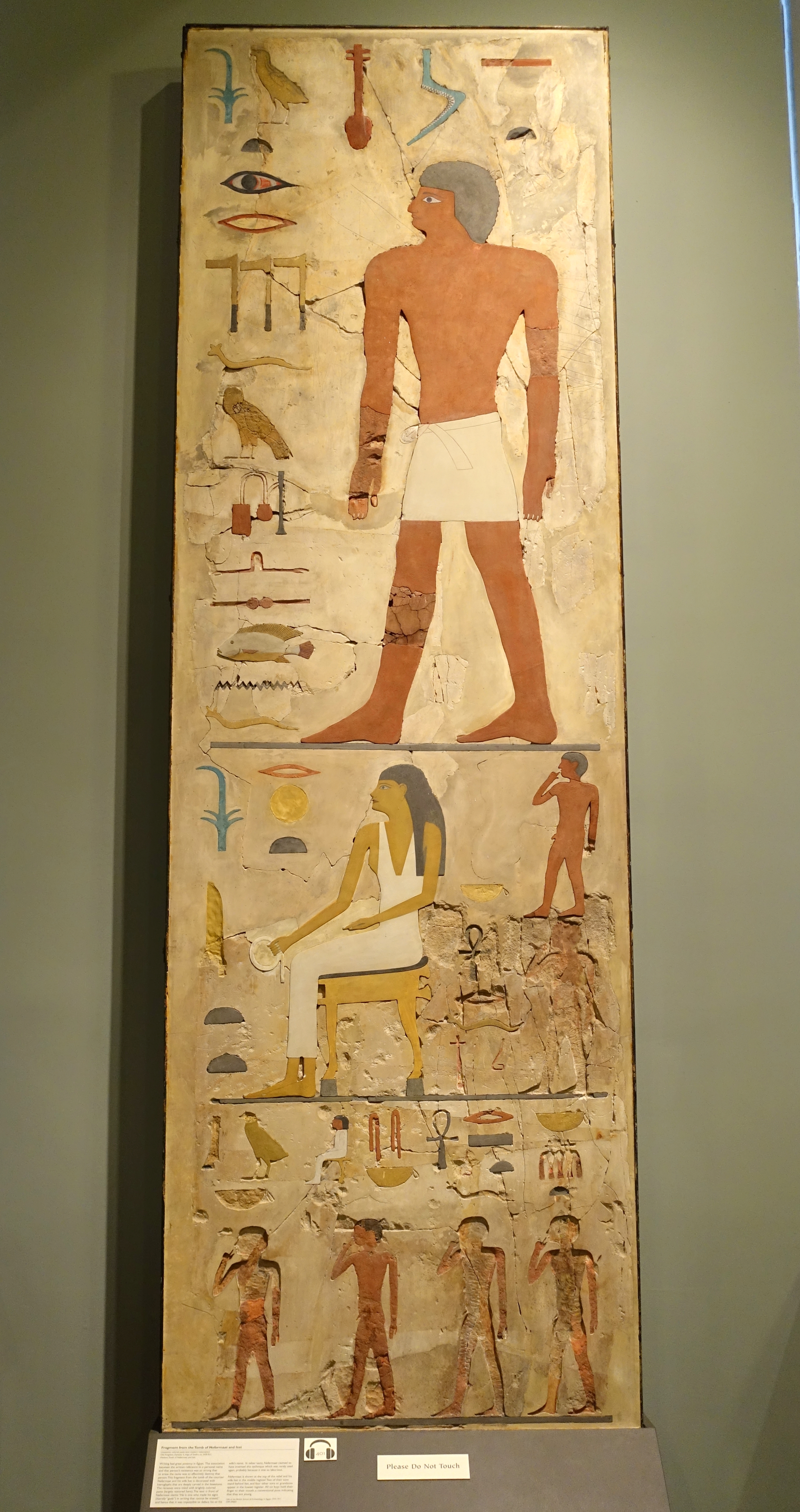
芝加哥大学收藏的一块石碑。最上面一层描绘了伊泰特的丈夫奈菲尔玛亚特。中间描绘了坐着的伊泰特，她身后是一个不知名的儿子（上）和安克芬德杰夫（下）。底层描绘了他们的另外四个儿子，从左到右分别是Wehemka、一个不知名的孩子、Ankhersheretef 和 Nebkhenet。

伊泰特，也称为阿泰特，是一位生活在古埃及的王室女性。她是法老斯尼夫鲁的长子奈菲尔玛亚特的妻子，奈菲尔玛亚特是一位重臣，主要负责对巴斯特的崇拜。伊泰特和奈菲尔玛亚特育有三个女儿和许多儿子。其中她的儿子赫米乌努继承了她丈夫的官职，也担任了维齐尔，并主持修建了胡夫金字塔。她和她的丈夫被埋葬在美杜姆的第16号马斯塔巴中。

## 家庭成员
在伊泰特和奈菲尔玛亚特的陵墓中发现了他们的15个孩子的名字，它们分别是女儿Djefatsen、Isesu和Pageti以及儿子赫米乌努、Isu、Teta 、Khentimeresh、Itisen、Inkaef、Serfka、Wehemka、Shepseska、Kakhent、Ankhersheretef、Ankherfenedjef、Buneb、Shepsesneb 和Nebkhenet。其中他们的女儿Djefatsen和Isesu以及儿子赫米乌努、Isu、Teta和Khentimeresh是成年人。赫米乌努也是伊泰特最著名的儿子。